# 角质形成细胞

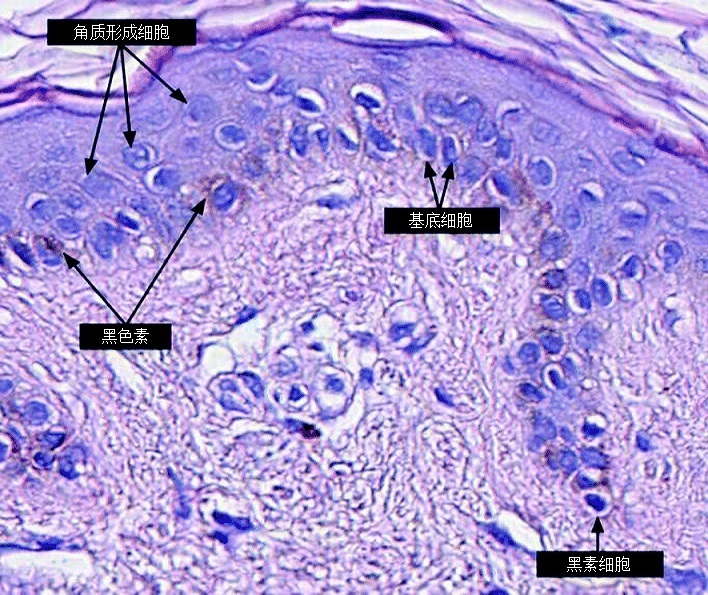
表皮中角质形成细胞、基底细胞和黑素细胞的显微照片

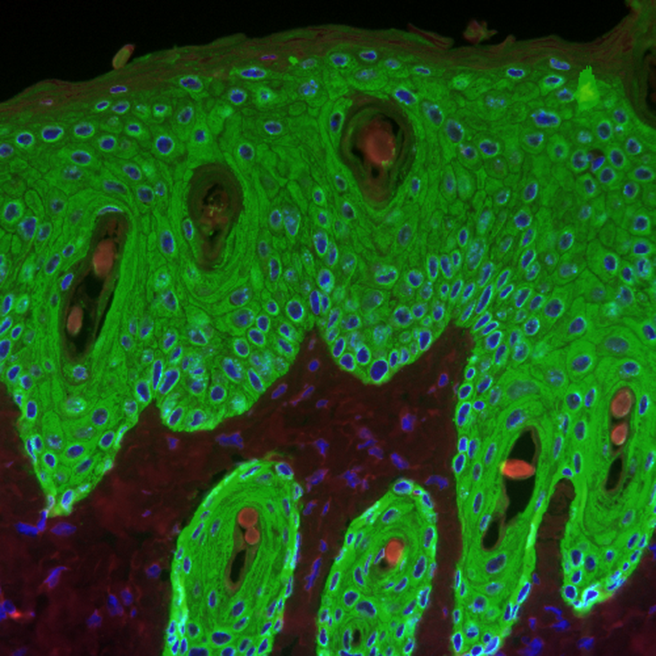
小鼠皮肤中的角质形成细胞（已染绿）

角质形成细胞（英語：keratinocyte），是构成表皮的主要细胞成分，分层排列，也是皮肤的最外层，占人类表皮细胞90%。角质形成细胞除了可以合成角蛋白，也可作为非专职抗原提呈细胞，可产生多种细胞因子，参与固有免疫应答及皮肤炎症反应。

## 功能
角质形成细胞的主要功能是抵御热量、紫外线、脱水、病原细菌、真菌、寄生物和病毒等环境因素对机体可能造成的损伤。
病原体侵入表皮上层后，角质形成细胞会产生促炎性细胞因子，尤其是CXCL10和CCL2（MCP-1）等趋化因子，将单核细胞、自然杀伤细胞、T细胞和树突状细胞诱导至病原体侵入处。

## 另見
- 表皮 (皮膚)
- 皮膚
- 角蛋白
- HaCaT細胞
- 起源自外胚層的人類細胞種類